# Lijst van burgemeesters van Midwolda
Dit is een lijst van burgemeesters van de voormalige Nederlandse gemeente Midwolda in de provincie Groningen. In 1990 is Midwolda met Scheemda gefuseerd. In 2010 ging de fusiegemeente Scheemda samen met Reiderland en Winschoten op in de huidige gemeente Oldambt.
| Ambtsperiode | Naam burgemeester                      | Partij of stroming | Bijzonderheden                                                                        |
| ------------ | -------------------------------------- | ------------------ | ------------------------------------------------------------------------------------- |
| 1811 - 1812  | dr. Lodewijk Hendrik Siertsema         |                    | maire                                                                                 |
| 1813 - 1814  | Derk Sibolts Hovinga                   |                    |                                                                                       |
| 1814 - 1842  | Tonnis Klaassens Kremer (ca.1785-1844) |                    |                                                                                       |
| 1842 - 1867  | Daniël Eisses de Jager                 |                    |                                                                                       |
| 1867 - 1903  | Siert Kiel                             | lib. of vrijz.     |                                                                                       |
| 1903 - 1921  | Pieter Dijkhuis sr.                    | ARP                |                                                                                       |
| 1921 - 1939  | Pieter Dijkhuis jr.                    | ARP                |                                                                                       |
| 1939 - 1944  | Klaas Ausma                            | ARP                | was gemeentesecretaris van 't Zandt                                                   |
| 1944 - 1945  | Addo Paul Hovinga                      | NSB                | waarnemend burgemeester, was ervoor en erna boer                                      |
| 1945 - 1966  | Klaas Ausma                            | ARP                |                                                                                       |
| 1966 - 1975  | drs. Bouke Beumer                      | ARP                | tevens waarnemend burgemeester van Scheemda (1968-1971), werd lid van de tweede kamer |
| 1975 - 1983  | mr. Pieter van der Zaag                | CDA                | was wethouder van Heerhugowaard, werd burgemeester van Nijkerk                        |
| 1983 - 1989  | mr. Leendert Jan Klaassen              | CDA                | werd burgemeester van Zuidhorn                                                        |